# Аттіла Йожеф
А́ттіла Йо́жеф (угор. József Attila; 11 квітня 1905, Будапешт — 3 грудня 1937, Балатонсарсо) — угорський поет.

## Біографія
Народився 11 квітня 1905 року в Будапешті, Угорщина. У 1924 вступив до Сегедського університету; звідти його виключено через революційну діяльність. Згодом навчався у Відні (1925) та Парижі (1926–1927), де прочитав Гегеля і Маркса, ознайомився з поезією Війона.
У 1927 році повернувся в Угорщину. У 1930 році вступив до Угорської комуністичної партії. У 1931 році зацікавився психоаналізом. У 1933 році сталіністи виключили його з партії. У 1935 році пережив глибоку депресію, лікувався в психлікарні. У 1936 році почав видавати ліворадикальний журнал «Доказ» (угор. Szép Szó). У 1937 році познайомився з Томасом Манном, присвятив йому вірша. Пізніше знову лікувався в лікарні. 3 грудня 1937 року наклав на себе руки, кинувшись під потяг у Балатонсарсо.

## Спадок

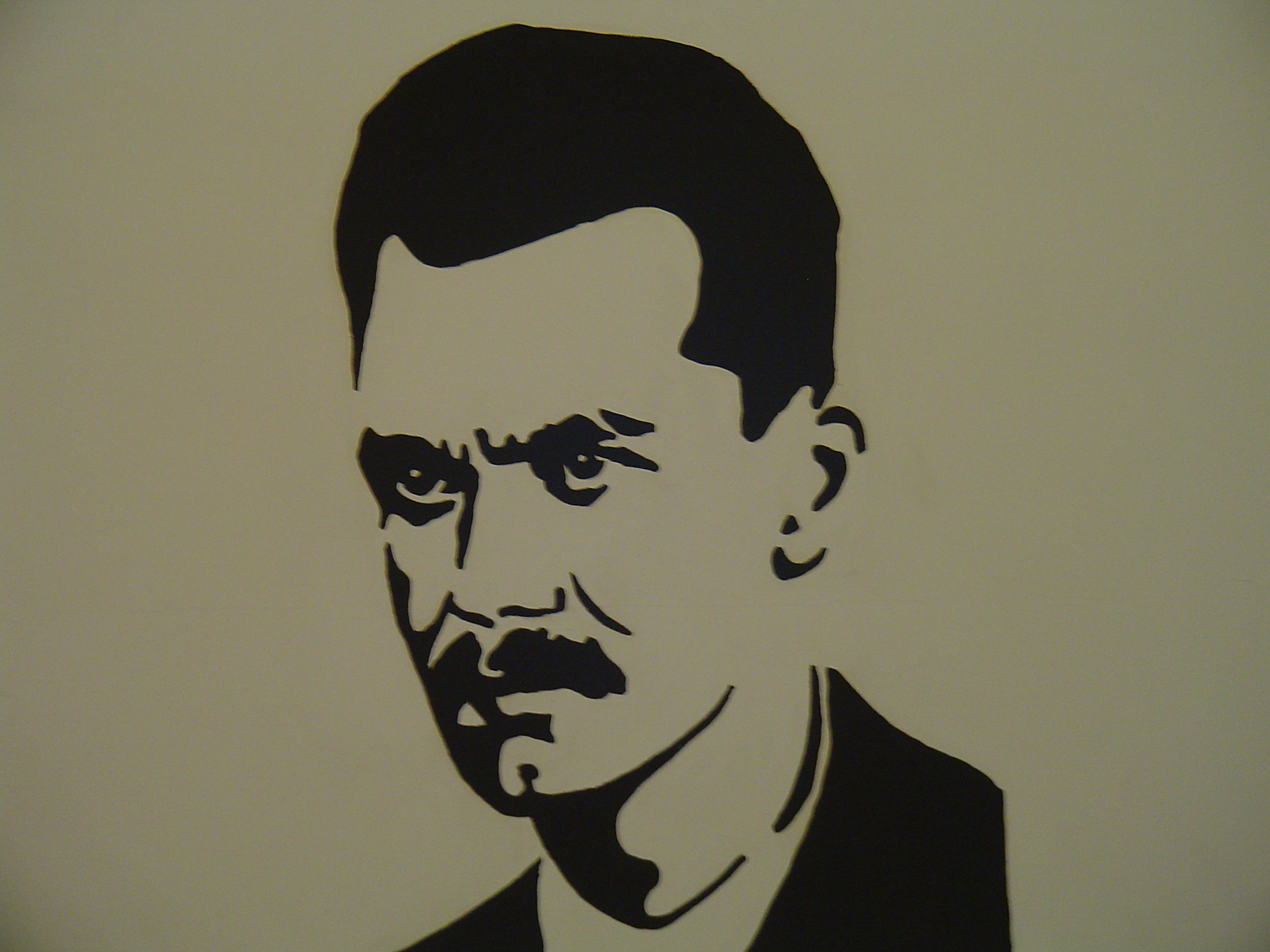
Аттіла Йожеф

Поезія Йожефа увійшла в класику європейської лірики XX століття, вона ввібрала в себе пошуки французького сюрреалізму, революційні традиції Ендре Аді, авангардизм Лайоша Кашшака. Його вірші перекладали визначні поети: Поль Елюар, Єжен Гільвік у Франції, Стефан Хермлін в НДР, Семен Кірсанов, Леонід Мартинов, Давид Самойлов в СРСР. Українською мовою вірші Аттіли Йожефа перекладали: Микола Лукаш, Кіра Шахова, Дмитро Павличко, Петро Осадчук, Микола Рябчук.
Йожефові вірші перекладав актор і драматург Леонід Філатов: 1980 року в театрі на Таганці він організував поетичний вечір, присвячений поету.
На Йожефові вірші писали музику Дьордь Ліґеті, Дьордь Куртаг, Едісон Денисов, Дж. Мандзоні та інші.
З 1962 по 2000 рік — його ім'ям було названо Сегедський університет.

## Твори

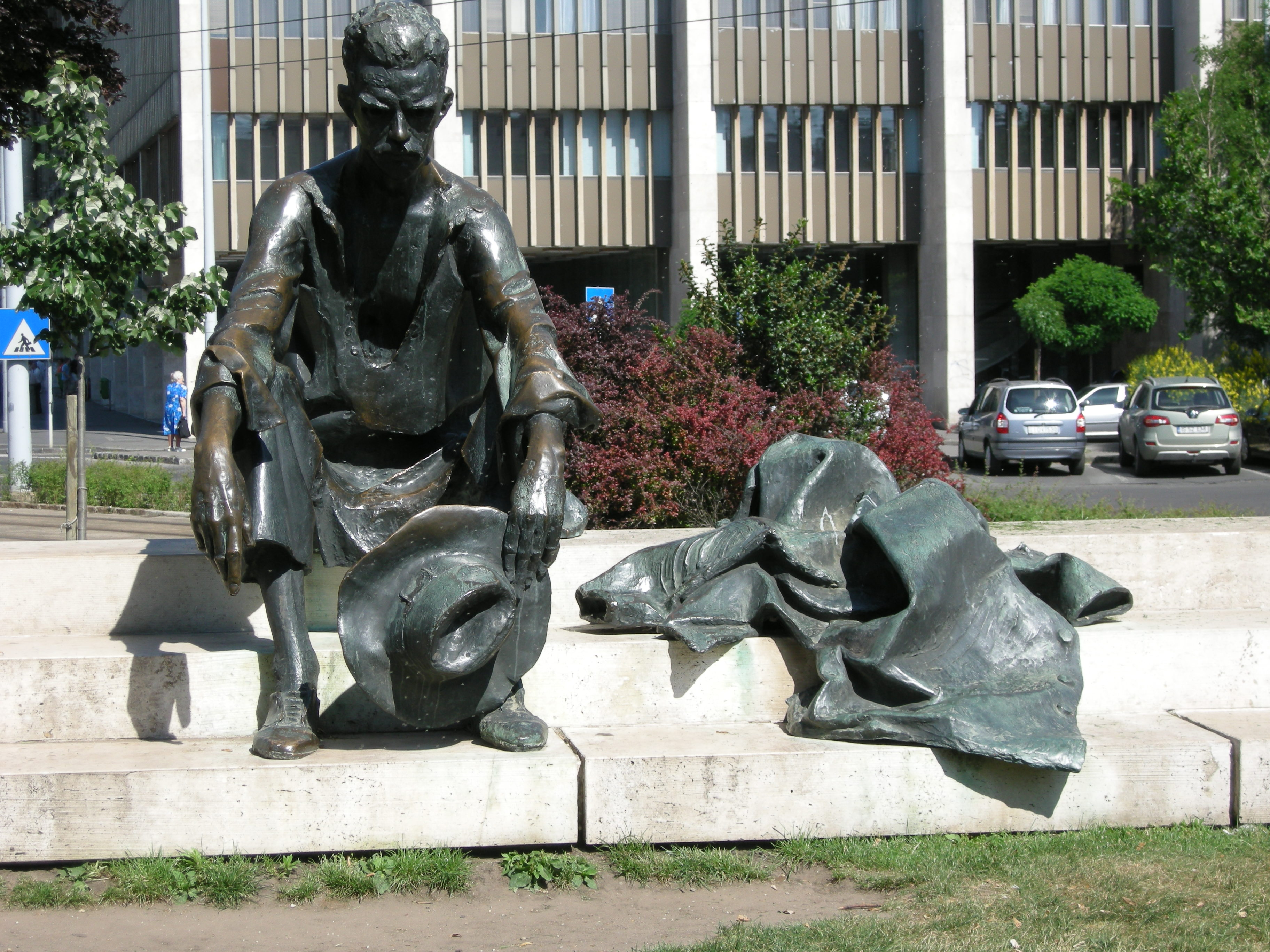
Пам'ятник Аттілі Йожефу в Будапешті біля будівлі угорського парламенту

### Твори, видані угорською мовою
- A szépség koldusa/ Жебрак краси (1922);
- Nem én kiáltok/ Не я кричу (1925);
- Nincsen apám se anyám/ Ні батька, ні матері (1929);
- Döntsd a tőkét, ne siránkozz/ Валити дуби (1931), книжку заборонила й конфіскувала цензура;
- Külvárosi éj/ Ніч міської околиці(1932);
- Medvetánc/ Ведмежий танець (1934);
- Nagyon fáj/ Дуже боляче (1936).

### Твори, видані українською мовою
- Аттіла Йожеф. Поезії / Пер. з угор. Юрія Шкрабинця і Миколи Шаповала // «Всесвіт» (Київ). — 1975. — № 4. — Стор. 5-18.
- Аттіла Йожеф. Поезії. Переклад: Миколи Лукаша.: Від Бокаччо до Аполлінера [Архівовано 25 лютого 2016 у Wayback Machine.] /Переклади/ К.:Дніпро, (1990)
- Йожеф. А. Поезії. / Перекл. з угор.; Упоряд., передм. К. Шахової. К.: Дніпро, 1986. — 158 с. (Перлини світової лірики). [Архівовано 25 вересня 2015 у Wayback Machine.]

### Твори, видані російською мовою
- Стихи./Вірші (1962)
- Родина моя./Батьківщина моя (1968)
- Стихи./ Вірші (1980).
- Венгерская поэзия. XX век./ Угорська поезія. ХХ ст. (1982)
- О Венгрия, страна моя…/ О Угорщино, країно моя (1987)
- На ветке пустоты/На гілці порожнечі (2005)

### Твори, видані англійською мовою
- English translations Perched on Nothing's Branch, (1987) (переклад Peter Hargitai)
- Winter Night: selected poems of Attila József, (1997) (переклад John Batki)
- The Iron-Blue Vault: selected poems, (2000) (переклад Zsuzsanna Ozsvath і Frederick Turner)
- Attila József: Sixty Poems, (2001) (переклад Edwin Morgan))
- A Transparent Lion: selected poems of Attila József; (2006) (переклад Michael Castro та Gabor G. Gyukics)